# Батумі (аеропорт)
Міжнародний аеропорт імені Олександра Картвелі (груз. ბათუმის ალექსანდრე ქართველის სახელობის საერთაშორისო აეროპორტი (IATA: BUS, ICAO: UGSB)  — міжнародний аеропорт міста Батумі (Грузія). Альтернативна назва: Чорох.
Знаходиться за 2 км на південний захід від Батумі, за 20 км на північ від Артвіна (Туреччина). Крім місцевих і міжнародних рейсів аеропорт обслуговує регіональні рейси в північно-західній Туреччині.
Аеродром Батумі 2 класу, здатний приймати літаки Іл-18, Ту-134, Як-42, а також вертольоти всіх типів. Максимальна злітна вага повітряного судна 64 т.
Новий будинок терміналу аеропорту було введено в експлуатацію 26 червня 2007 року, його площа становить 3 915 м², пропускна здатність - 600 000 пасажирів на рік.
До центру (6 км) курсує автобус №10.

## Авіалінії та напрямки на червень 2019
| Авіакомпанія                   | Пункт призначення                                                                     |
| ------------------------------ | ------------------------------------------------------------------------------------- |
| Air Arabia                     | Сезонний: Шарджа                                                                      |
| Belavia                        | Мінськ                                                                                |
| Buta Airways                   | Баку (з 14 червня 2019)                                                               |
| flydubai                       | Сезонний: Дубай                                                                       |
| flynas                         | Ріяд                                                                                  |
| Georgian Airways               | Казань, Москва-Внуково, Тбілісі Сезонний: Тель-Авів-Бен-Гуріон Сезонний чартер: Амман |
| Nordavia                       | Ст Петербург                                                                          |
| Pobeda                         | Сезонний: Казань, Краснодар, Перм, Ростов-на-Дону, Єкатеринбург                       |
| S7 Airlines                    | Москва-Домодєдово Сезонний: Новосибірськ                                              |
| SCAT Airlines                  | Нур-Султан, Актау                                                                     |
| Severstal Air Company          | Сезонний: Череповець                                                                  |
| SkyUp                          | Сезонний чартер: Київ-Бориспіль                                                       |
| SmartLynx Airlines             | Сезонний: Таллінн                                                                     |
| Sun D'Or                       | Сезонний: Тель-Авів-Бен-Гуріон                                                        |
| Turkish Airlines               | Стамбул-Аеропорт                                                                      |
| Ukraine International Airlines | Сезонний: Запоріжжя                                                                   |
| Ural Airlines                  | Сезонний: Москва-Домодєдово, Ст Петербург, Єкатеринбург                               |
| UVT Aero                       | Сезонний: Казань, Перм, Уфа                                                           |
| Vanilla Sky Airlines           | Тбілісі                                                                               |
| Wings of Lebanon               | Сезонний чартер: Бейрут                                                               |
| Yanair                         | Сезонний: Київ-Жуляни, Одеса, Львів, Харків                                           |

## Статистика
| Рік  | Пасажирообіг | Зміна за роками |
| ---- | ------------ | --------------- |
| 2018 | 598,891      | ▲20.8%          |
| 2017 | 495,668      | ▲58.7%          |
| 2016 | 312,343      | ▲37.9%          |
| 2015 | 226,476      | ▲05.9%          |
| 2014 | 213,439      | ▲02.2%          |
| 2013 | 208,977      | ▲24.0%          |
| 2012 | 168,510      | ▲25.9%          |
| 2011 | 133,852      | ▲51.1%          |
| 2010 | 088,562      | ▲92.3%          |
| 2009 | 046,044      | ▼28.8%          |
| 2008 | 064,656      | ▲67.4%          |
| 2007 | 038,613      | ▬               |